# إصابة العصب
إصابة العصب (بالإنجليزية: Nerve injury) هي إصابة تصيب النسيج العصبي. حتى الآن، لا يوجد نظام تصنيف مخصص يمكنه أن يصف كل أنواع إصابات الأعصاب. معظم نظم التصنيف تحاول الربط بين درجة الإصابة وعلم الأمراض والتشخيص. [بحاجة لمصدر] في عام 1941، قام سيدون بتصنيف إصابات الأعصاب إلى ثلاثة أنواع رئيسية بناء على تأثير الإصابة على استمرارية محور العصب.

## الأنواع

### إصابة العصب المؤقتة
يعتبر هذا النوع الشكل الأقل حدة في إصابات الأعصاب مع إمكانية التعافي التام. في هذه الحالة، محور العصب لا يزال سليماً، ولكن هناك ضرر في مادة الميالين مما يتسبب في انقطاع توصيل النبضات العصبية أسفل مكان الإصابة. الأكثر شيوعا، أن تتسبب هذه الإصابة في الضغط على العصب أو تعطيل وصول الدم (نقص التروية). تتسبب هذه الحالة في فقدان مؤقت في وظيفة العصب والذي يزول في مدة تتراوح بين ساعات إلى أشهر من الإصابة (يبلغ المتوسط 6-9 أسابيع). لا يحدث تنكس واليرياني، لذلك التعافي لا يتضمن تجدد فعلي للعصب. أكدت النتائج خلال الاختبارات العصبية التشخيصية مع دراسات التوصيل العصبي أن استجابة حركية تحدث أسفل منطقة الإصابة العصبية عند اليوم العاشر من الإصابة، وهذا يؤكد تشخيص إصابة العصب المؤقتة ويستبعد كل من تشخيص انهتاك المحور أو تشخبص تهتك العصب.

### انهتاك المحور العصبي
يعتبر انهتاك المحور العصبي شكل أكثر حدة في إصابات الأعصاب بسبب اختلال كبير في محور العصب مع الحفاظ على غلافه. قد يتسبب هذا النوع في شلل الأعصاب الحسية، الحركية واللاإرادية وتعتبر الإصابات السحقية أهم أسباب هذه الإصابة.
من ناحية أخرى، إذا تمت إزالة القوة المتسببة في هذا النوع من الإصابات في الوقت المناسب، لربما يكون محور العصب قابل للتجدد والتعافي مجدداً. من وجهة النظر العصبية الكهربائية، فإن هناك «تحلل عصبي» سريع وواضح يظهر خصوصاُ في وحدات الأعصاب الحركية.
إذا كانت الأنابيب العصبية الداخلية سليمة، فإن تجدد اللوحات النهائية الحركية من الممكن أن يحدث.
انهتاك المحور العصبي يسبب فقدان استمرارية المحور العصبي وغطاء الميالين الخاص به مع الحفاظ على إطار النسيج الضام للعصب الذي يتضمن كل من (النسيج المغلِف، العصب الفوقي والعصب الحولي). بسبب فقدان الاستمرارية في محور العصب، يحدث التنكس الواليرياني. وفيم لو تم اللجوء إلى الرسم العضلي العصبي (EMG) بعد 2-4 أسابيع، فإن انقباض عضلي غير متزامن وانعدام السيل العصبي أسفل مكان الإصابة العصبية يظهر في الرسم.
فقدان كل من الأعصاب الحسية والحركية يكون أكثر وضوحاً في هذا النوع «انهتاك المحور» من «إصابة العصب المؤقتة». أما بالنسبة للتعافي من هذا النوع من إصابات الأعصاب فإنه لا يحدث إلا عبر تجدد محور العصب والذي يحتاج إلى وقت طويل.
انهتاك المحور عادة ما يكون نتيجة لسحق أو تهتك أو كدمة أكثر شدة من تلك التي تسبب إصابة العصب المؤقتة، ولكن من الممكن أن تحدث أيضا عند مط وتمدد العصب (دون الإضرار بغلاف العصب). في هذا النوع عادة ما يكون هناك نوع من التمدد والتلف العصبي الرجعي الذي يصل في النهاية إلى المنطقة التي تسبق مكان إصابة العصب، ولكي يحدث التجدد العصبي فلا بد من التعافي من التلف العصبي الرجعي.
ولكي يتم التعافي فيجب على الألياف العصبية المتجددة العبور خلال مكان الإصابة ولربما يستغرق التجدد من التلف العصبي الرجعي عدة أسابيع. فيم يخص التعافي من انتهاك المحور الداني، فإن الأعصاب قد تتجدد بمعدل 2-3 ملم في اليوم الواحد، أما في انتهاك المحور البعيد، فإن الأعصاب تتجدد بشكل أبطأ بمعدل 1.5 ملم في اليوم الواحد. التعافي من انتهاك المحور يتطلب فترة تمتد من أسابيع إلى سنوات.

### تهتك العصب
تهتك العصب هو الشكل الأكثر حدة على الإطلاق في إصابات الأعصاب وفي هذا النوع لا يوجد أي احتمالية للتعافي. عادة من يحدث هذا النوع من الإصابات العصبية بسبب كدمات شديدة أو ضربات (سحقية أو تهتكية) أو تخدير موضعي خاطئ. أسوأ ما في هذا النوع أن كل من محور العصب والنسيج العصبي الضام يفقدان استمراريتهما. أكثر أنواع التهتك العصبي سوءا هي تلك التي تسبب للعصب قطع عرضي، ولكن معظم إصابات التهتك العصبي لا تسبب خسارة جسيمة في استمرارية العصب ولكن قد تؤدي إلى اضطراب داخلي في بنية العصب كافية لخسارة الأعصاب الفوقية والحولية فضلاً عن محور العصب وغطاؤه.
عند استخدام الرسم العضلي العصبي (EMG) للتشخيص فإنك سوف تلاحظ انعدام واضح للسيل العصبي وفقدان للأعصاب الحسية، الحركية واللاإرادية كما يحدث تماماً في التغيرات الخاصة بإصابة تهتك المحور المذكورة بالأعلى. بالنسبة لهذا النوع من إصابات الأعصاب (تهتك العصب)، يتم استخدام تصنيف أكثر شمولية واكتمال يسمى «نظام سندرلاند».

## التجدد
يحدث التجدد العصبي من خلال الآليات الفسيولوجية وأنظمة التجدد العصبي التي قد تشمل إعادة تكوين الميالين أو تكوين جيل جديد من الخلايا العصبية، الدبقية، المحاور ونقاط الاشتباك العصبي. التجدد العصبي يختلف عن الجهاز العصبي الخارجي (PNS) والجهاز العصبي المركزي (CNS) في الآليات والوظائف وخصوصاً مدى وسرعة التجدد.
لفهم أعمق، ننصح بقراءة الجهاز العصبي.

## الحلول الجراحية
من الممكن إجراء جراحة في حال أصبح العصب مقطوعاً أو منفصلاً. تعافي العصب بعد الترميم الجراحي يعتمد بشكل رئيسي على عمر المريض. بالنسبة للأطفال الصغار فمن الممكن الوصول إلى تعافي وظيفي أقرب إلى الطبيعي. أما بالنسبة للمرضى الكبار الأكثر من 60 عاماً فإن النتيجة المتوقعة تكون أقل من تلك الخاصة بالأطفال، وقد يصل التعافي الخاص بالمرضى الكبار إلى نتائج وقائية كإمكانية التمييز بين الساخن / البارد أو التمييز بين الشئ الحاد / الغير حاد. وفي النهاية يوجد الكثير من العوامل التي من الممكن أن تؤثر على النتيجة النهاية لمثل هذه الجراحات.
في المقابل، الإصلاحات العصبي التي يتم عملها لإصلاح الأضرار التي تلحق بالجهاز العصبي المركزي تكون محدودة.

## اقرأ أيضاً
- تلف الدماغ
- ارتجاج الدماغ
- اعتلال الأعصاب السكري
- خلل المنعكسات اللاإرادي